# Shemp Howard
Shemp Howard, nato Samuel Horwitz (Brooklyn, 11 marzo 1895 – Los Angeles, 22 novembre 1955), è stato un attore e comico statunitense.
È conosciuto come membro de I tre marmittoni (The Three Stooges). Ha interpretato questo ruolo negli anni '20, mentre era associato a Ted Healy e fino al 1932, poi nuovamente dal 1946 fino alla sua morte, avvenuta nel 1955.

## Biografia
Nato a Brooklyn, la sua famiglia aveva origini ebraiche-lituane. Era il terzogenito di cinque figli.
Il fratello Moe Howard iniziò ad avviarsi nel mondo dello spettacolo da giovane. Furono Moe e Shemp, nel 1922, a diventare spalle di Ted Healy in un gruppo chiamato Ted Healy and His Stooges. Nel 1928, con l'arrivo nel gruppo di Larry Fine, si costituirono i The Three Stooges (i tre marmittoni).
Il suo primo ruolo cinematografico è datato 1930 ed è nel film Soup to Nuts, in cui interpreta un maldestro vigile del fuoco.
Nel 1933 Shemp fu sostituito dal fratello minore suo e di Moe, ovvero Jerry Howard, noto come "Curly".
Fu così che Shemp, come molti altri artisti residenti a New York, trovò lavoro presso lo studio della Vitaphone. Inizialmente interpretò piccoli ruoli nelle commedie di Roscoe Arbuckle. In seguito interpretò, tra gli altri, il ruolo di Knobby Walsh in alcune commedie basate sul fumetto di Joe Palooka.
Nei periodi 1938-1940 e 1944-1946 ha lavorato per la Columbia, mentre nei primi anni '40 ha lavorato per la Universal Studios. Appare tra l'altro nei film La febbre dell'oro nero (1942) con Marlene Dietrich e John Wayne, Gianni e Pinotto reclute, L'inafferrabile spettro, Allegri naviganti e Africa strilla, con Gianni e Pinotto.
Nel maggio 1946 suo fratello Curly fu colpito da un ictus e Shemp andò a sostituirlo nel gruppo de I tre marmittoni, rientrando così nel trio comico, anche per solidarietà nei confronti di Moe e Larry, gli altri "Stooges". Inizialmente Shemp aveva l'intenzione di restare fino a quando Curly non si fosse ripreso dai suoi problemi di salute; cosa che non accadde mai poiché la salute di Curly continuò a peggiorare. Curly morì nel gennaio 1952 all'età di 48 anni. Shemp quindi accettò di rimanere in maniera permanente con il gruppo.
Shemp è apparso con Moe e Larry in oltre 70 cortometraggi. Il trio ha anche realizzato il lungometraggio Gold Raiders nel 1951.
Nel novembre 1955 Shemp morì per un attacco di cuore all'età di 60 anni.
Nel 1983, come per gli altri "marmittoni", venne omaggiato di una stella sulla Hollywood Walk of Fame.

## Filmografia
- La donna invisibile (The Invisible Woman), regia di A. Edward Sutherland (1940)
- The Eddie Cantor Comedy Theater – serie TV, episodio 1x26 (1955)